# بيني كوك
بيني كوك (بالإنجليزية: Penny Cook)‏ هي ممثلة أسترالية، ولدت في 13 يوليو 1957 في أستراليا.

## أعمال

### مسلسلات
- أكنتري براكتيس

## وصلات خارجية
- بيني كوك على موقع IMDb (الإنجليزية)
- بيني كوك على موقع قاعدة بيانات الفيلم (الإنجليزية)